# Central nuclear de Kursk
La central nuclear de Kursk (en ruso: Курская атомная электростанция, romanización Kúrskaya atomnaya elektrostantsiya) es una planta de energía atómica en la ciudad de Kurchátov, 30 kilómetros al oeste de Kursk, capital del óblast homónimo. 
La central nuclear consta de 6 reactores tipo RBMK-1000 — del mismo tipo que Chernóbil — de los cuales cuatro están en funcionamiento (con capacidad de 1000 MW cada uno), uno en construcción y otro cancelado.

## Historia
Fue la segunda central nuclear en la Unión Soviética de tipo RBMK construida, justo después de Leningrado. Para su funcionamiento fue necesario construir un embalse de enfriamiento y una ciudad para alojar a los empleados de las instalaciones.
Actualmente se ha planeado el desmantelamiento de la central y su reemplazo por otra más moderna y segura, que funciona con reactores del nuevo tipo VVER-1200 o AES-2006.
- Datos: Q1739436
- Multimedia: Kursk Nuclear Power Plant / Q1739436